# Talorchestia sulensoni
Talorchestia sulensoni är en kräftdjursart. Talorchestia sulensoni ingår i släktet Talorchestia och familjen tångloppor. Inga underarter finns listade i Catalogue of Life.